# Арнелас, Сорайя
Сора́йя Арне́лас Рубиа́лес (исп. Soraya Arnelas Rubiales) — испанская певица, участница конкурса песни «Евровидение-2009».

## Биография
Сорайя Арнелас родилась 13 сентября 1982 года в деревушке Валенсия-де-Алькантара (автономное сообщество Эстремадура). В возрасте 11 лет переехала с родителями в Мадрид. После окончания школы поступила в актёрское училище, обучение в котором она прервала, чтобы стать стюардессой. Работала в авиакомпаниях Iberwood Airlines и Air Madrid Lineas Aereas. За время работы овладела английским, французским и португальским языками.
В 2004—2005 годах приняла участие в 4-м выпуске музыкального конкурса «Операция Триумф», где заняла второе место. В 2005 году появился её первый сингл «Mi mundo sin ti», в этом же году вышел альбом Corazon de fuego, спродюсированный Кике Сантандером, который завоевал платину (100 000 проданных экземпляров в Испании). Он оставался в топ 10 испанских чартов в течение 11 недель и в топ 40 в течение 21 недели.
В 2006 году вышел её второй альбом Ochenta’s, также занявший платиновый статус. Это был её первый альбом на английском языке, содержавший как кавер-версия версии на песни 80-х годов, так и новые песни. Первым синглом с него стала композиция Лоры Браниган «Self Control». Синглы с этого альбома также были выпущены во Франции, Португалии и Андорре.
Вскоре Сорайя выпустила ещё один альбом кавер-версий песен 80-х, Dolce Vita, который получил золото (40 000 проданных экземпляров). В него вошли песни Кайли Миноуг, Синди Лопер, Eurythmics, Modern Talking, первым синглом с него стала песня Райан Парис «Dolce Vita». Альбом достиг 5-го места в испанском хит-параде.
Весной 2008 года Soraya записала вместе с бельгийской певицей Кейт Райан для её нового альбома Free дуэт (Tonight We Ride/No digas que no). В Октябре 2008 года вышел четвёртый альбом Sin miedo, на котором также присутствует дуэт с Кейт (Caminare). На альбом вошло 12 оригинальных треков — 10 на испанском и 2 на английском. Его спродюсировал известный диджей DJ Sammy. Однако альбом не слишком успешно продавался в Испании, в чарты он вошёл лишь на 21-м месте и на следующую неделю упал до 43-го. Тем не менее Сорайя решила выставить трек из него «La Noche Es Para Mi» на испанский отбор на «Евровидение».

## Личная жизнь
Состоит в отношениях с Мигелем Анхелем Эррерой. У них две дочки: Мануэла (род. 2017) и Оливия (род. 2021).

## Евровидение-2009
Как участница от страны, входящей в «Большую Четвёрку», Сорайя сразу прошла в финал.
В мае 2009 года Сорайя присоединилась к социальной акции Светланы Лободы — Социальной инициативе «Скажи нет! Насилию в семье». В рамках проекта испанская певица предстала в образе избитой женщины.
В финале Сорайя заняла предпоследнее (24-е) место с 23 баллами.

## Дискография
В 2005 году Рубиалес успешно дебютировала со своим альбомом Corazón de fuego, за которым последовали альбомы Ochenta’s, Dolce vita и Sin miedo.

## Cинглы
- Live your dreams (2010)